# Camp Municipal de Las Llanas
El Camp Municipal de Las Llanas és un estadi de futbol de la ciutat de Sestao, a Biscaia. És de propietat municipal i en ell hi juguen els seus partits com a locals el Sestao River Club i la Sociedad Deportiva San Pedro.
Es va inaugurar l'any 1923 amb un partit entre el Sestao Sport Club i la Sociedad Deportiva Kaiku, en aquella època filial del Sestao i actualment club de rem. Fins a l'any 1956 va ser propietat d'una família sestaoarra, però degut als problemes entre la família i el club, l'Ajuntament es va pronunciar a favor de l'equip verd-i-negre i va expropiar el camp, passant a ser propietat municipal.
El 19 de setembre de 2014 s'anuncia que Las Llanas serà la seu d'entrenaments d'una de les seleccions participants en l'Eurocopa 2020 gràcies a l'acord entre l'Ajuntament de Sestao i la societat Bilbao Ekintza.